# Gurnia

Mapa Krety z okresu kultury minojskiej

Gurnia (gr. Γουρνιά) – stanowisko archeologiczne na Krecie, w północno-wschodniej części wyspy.
Odkryto tu ruiny osady egejskiej z około 1600–1500 roku p.n.e. W ruinach zidentyfikowano pozostałości pałacu, wielką świątynię z posążkami kultowymi, plac miejski otoczony domami, uliczki z domami pnącymi się na wzgórze, dwa cmentarzyska. Odnaleziono ją w czasie wykopalisk prowadzonych pod kierownictwem Harriet Boyd-Hawes w latach 1901–1904.
W starożytności był to port i ośrodek metalurgiczny (brąz). Mieszkańcy zajmowali się rolnictwem (narzędzia), hodowlą, rybołówstwem i żeglarstwem. Gurnia jest jedną z nielicznych osad egejskich, w których w całości odsłonięty jest układ miasta: plac centralny, brukowane ulice, budynki mieszkalne (w czasach świetności były to starannie wykonane, dwupiętrowe domy o płaskich dachach; w kwartałach otoczonych uliczkami mieściło się około 10–15 takich pomieszczeń, progi domów były kamienne). Zamieszkiwali je handlarze, rzemieślnicy i rybacy. Pałac znajduje się na wzgórzu na północ od rynku. Prowadzą do niego schody widokowe. Z kolei na północ od pałacu znajdują się ruiny świątyni. W pobliżu osady natrafiono na nekropolie. Osada miała także kanalizację.

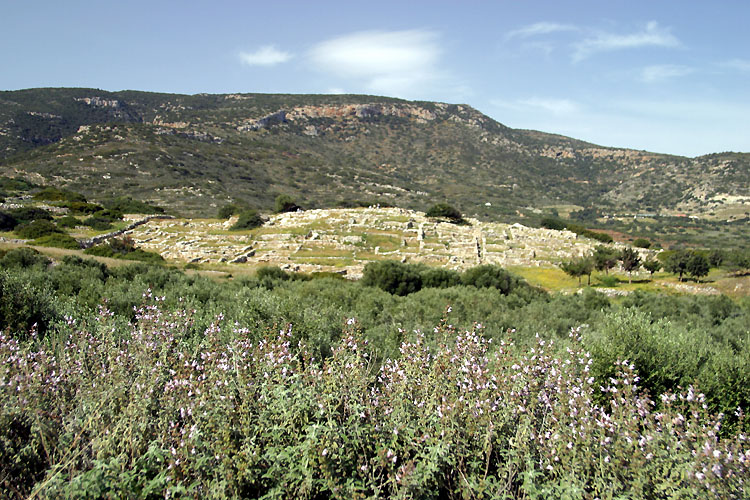
Ruiny Gurnii

Miasto, rozwijające się w XVII w. p.n.e. dzięki rolnictwu, hodowli bydła i rzemiosłu, przetrwało aż do 1450 p.n.e., kiedy to prawdopodobnie zostało zniszczone z tych samych przyczyn, co Knossos i inne ośrodki. Możliwe, że Gurnia została ponownie skolonizowana w latach 1300–1200 p.n.e. – była ona wówczas prawdopodobnie mieściną, której mieszkańcy osiedlili się w ruinach dawnych zabudowań minojskich. Gurnia nie przetrwała do epoki żelaza, powoli popadała w zapomnienie. Nie jest również znana jej nazwa z okresu minojskiego, a obecna pochodzi od małych, kamiennych koryt (gr. gournes) odnalezionych przed większością domów.